# لوسيا نيومان
لوسيا نيومان (بالإنجليزية: Lucia Newman)‏ هي صحفية بريطانية وأمريكية، ولدت في 18 فبراير 1952 في لندن في المملكة المتحدة.

## وصلات خارجية
- لوسيا نيومان على موقع IMDb (الإنجليزية)